# Card cigrell
El card cigrell (Carlina corymbosa) és una espècie de planta del gènere Carlina dins la família asteràcia.

## Descripció
Planta perenne que és una mata de 20 a 40 cm d'alt. Les fulles són sèssils o amplexicaules epinescents al marge. Les flors són d'un groc viu, en capítols, de 2 a 3,5 cm de diàmetre, normalment en inflorescència corimbiforme. Els aquenis fan 2,5 mm i els papus de 8 mm, floreix de juliol a agost.

## Hàbitat
Pastures sobre sòls més o menys profunds. Viu en contrades mediterrànies principalment a les marítimes. Arriba als 1.300 m. És de distribució mediterrània.

## Subespècies
- ssp corymbosa es troba a les Balears fins als 1.300 metres
- ssp hispanica es troba a Catalunya (fins als 1000 m) i el País Valencià (fins als 1150 m).